# Чарівник Земномор'я
«Чарівник Земномор'я» (англ. A Wizard of Earthsea) — роман відомої популярної американської письменниці Урсули Ле Гуїн, що був опублікований 1968 року. Цей роман розпочинає серію романів письменниці про Земномор'я. Твір здобув чимало літературних нагород.
У 2005 році тернопільське видавництво «Навчальна книга — Богдан» видало роман українською в м'якій палітурці. А 2006 року в межах проекту «Бібліотека світової літератури для дітей у 100 томах „Світовид“» видало в твердій разом із ще трьома романами серії.

## Сюжет
До селища Десяти Вільх на острові Ґонт прийшла біда. На острів висадилися дикі завойовники — армія Карґадської імперії. Один із загонів армії прямує до селища. Частина людей втекла в гори, а частина залишилася аби захистити рідний край. Рятують селище Д'юні — молодий хлопець на прізвисько Яструб, який змалку виявляв магічні здібності, і тітка, яка зналася на чаклунстві, навчила його деяких заклинань. Він наводить туман на селище, чим допомагає місцевим жителям налякати прибульців.
Про хлопця дізнається великий маг Оґіон Мовчазний і бере хлопця до себе в учні. Перед цим він дає хлопцю істинне ім'я Гед, яке не повинно стати відомим ворогам, оскільки знання істинного імені дає владу над людиною. Це ж саме стосується й речей, які також мають імена давньою частково призабутою істинною мовою. Тому в подальшому його мало хто знає під істинним ім'ям, для всіх він відомий як Яструб.
Хлопець легко засвоює уроки Оґіона, проте він прагне влади та могутності, а Оґіон, здається, вчить його здебільшого занадто простих речей, як-от шанувати природу і розвивати самовладання, а не справжньої могутньої магії. Гед прагне слави, влади та багатства. Тож згодом пиха й зарозумілість хлопця призводять до того, що він мало не випускає давнє зло, намагаючись викликати душу з потойбіччя. Оґіон змушений запропонувати йому вибір між навчанням у нього і навчанням у школі магів на острові Роук. Яструб вибирає Роук.
На острові хлопець швидко стає одним з найкращих учнів, набагато випереджаючи своїх однокласників. Тут він знайомиться зі своїм найкращим і єдиним другом Ветчем, а також здобуває конкурента в особі Бурштина, сина заможної сім'ї. Бажаючи довести свою перевагу над Бурштином, він знову вдається до темної магії і намагається викликати душу померлої. Проте на волю виривається безіменна істота, яка нападає на Геда і мало не вбиває його. Хлопця рятує ціною власного життя Архімаг школи Немерле. Молодий учень довго не може оговтатися від магічних ран. Від його пихи не залишилося і сліду, його охопили невпевненість і страх перед Тінню, яка досі блукає поза межами захищеного від зла острова Роук, очікуючи його.
Згодом рани все ж загоюються. Він успішно закінчує школу магів і вирушає на поміч людям групи островів Лоу-Торнінґ, яким загрожують давні смертоносні створіння — Дракони. Гед успішно виконує місією, проте його невпинно переслідує Тінь. Він мало не гине, потрапивши до пастки. Зрештою, він повертається до свого першого вчителя, Оґіона, який радить не втікати від неминучого, а самому знайти і знищити Тінь.
Довго довелося Яструбу переслідувати свого ворога, оскільки тепер уже Тінь намагалася втекти від нього. При цьому вона набрала його подоби. Разом зі своїм другом Ветчем він все-таки наздоганяє Тінь на краю відомого світу й перемагає, називаючи її істинне ім'я.